# Paradosso antartico
Il paradosso antartico in ecologia è un'espressione che descrive il fenomeno per cui in vaste zone dell'Oceano Antartico il fitoplancton non cresce molto bene, nonostante l'abbondanza di nutrienti per la sua crescita ottimale.
Tra le ragioni addotte vi è la scarsa disponibilità di luce a causa della massa di ghiaccio sovrastante. Al contempo si riscontra una grande quantità di organismi pluricellulari (copepodi, krill, balene), dovuta all'enorme biomassa di fitoplancton (prevalentemente diatomee) che si sviluppa all'interno del ghiaccio, soprattutto nella porzione inferiore; questa, durante il periodo estivo con lo scioglimento del ghiaccio, si rende disponibile alla comunità erbivora dello zooplancton.